# ヌーハ・ディッコ
ヌーハ・ディッコ（Nouha Dicko、1992年5月14日 - ）は、フランス・サン＝モーリス出身のサッカー選手。ガズィアンテプBB所属。ポジションはフォワード。

## クラブ経歴
2004年、USクレテイユ＝リュシタノに加入し、3シーズンを過ごした後RCストラスブールの下部組織に移った。2010-11シーズンにトップチームに昇格し、このシーズンに3試合のみ出場を果たした。
ストラスブールがFFPの影響により、選手の大量放出を行った影響でクラブを退団させられたディッコは、2011年8月12日、ウィガン・アスレティックFCに加入した。9月13日のリーグカップクリスタル・パレスFC戦にてデビュー。デビュー後はイングランド下位クラブへのレンタルを繰り返した。
2014年1月13日、ウルヴァーハンプトン・ワンダラーズFCと2年半契約を結んだ。3年間の在籍で94試合に出場し、31得点を記録した。また、この活躍によりマリ代表に初招集された。
2017年8月29日、ハル・シティAFCに3年契約で移籍した。2019-20シーズンはフィテッセにレンタルされた。
2020年10月1日、ガズィアンテプBBに2年契約で移籍した。

## 代表経歴
2014年5月、マリ代表に初招集され、25日のサッカーギニア代表で代表初出場を飾った。